# 誰がための愛
『誰がための愛』（だれ-あい）は、東海テレビ制作のフジテレビ系列で、1968年4月29日～6月28日に放送された昼ドラマである。

## キャスト
- 多々良純
- 三ツ矢歌子
- 勝呂誉
- 小笠原良知

## スタッフ
- 演出:長田賢治
- 脚本:竹内勇太郎